# Transversalização de gênero

Transversalização de gênero é um conceito de política pública que consiste em avaliar as diferentes implicações de qualquer ação política sobre as pessoas de diferentes gêneros. Isso inclui a legislação e programas de quaisquer áreas ou níveis. A transversalização oferece uma abordagem pluralista que valoriza a diversidade entre homens e mulheres.
O conceito de transversalização de gênero foi inicialmente proposto durante a terceira conferência mundial sobre mulheres em Nairobi, Kenia. A ideia foi promovida incialmente pela comunidade de desevolvimento das Nações Unidas e foi formalmente definida em 1995, na Quarta Conferência Mundial sobre Mulheres em Pekín, China. Esta ideia também foi citada no documento que resultou da conferencia, a chamada “Plataforma de Ação de Pekin”.

## Definição
A maioria das definições de transversalização do gênero segue o conceito definido pelo Conselho Económico e Social das Nações Unidas:
Transversalizar a perspectiva de gênero é o processo de avaliação das implicações para mulheres e homens de qualquer ação planejada, incluindo legislação, políticas ou programas, em todas as áreas e em todos os níveis. É uma estratégia para fazer as preocupações de mulheres e homens uma dimensão integral do desenho, implementação, monitoramento e avaliação de políticas e programas em todas as esferas políticas, económicas e sociais, de modo a que as mulheres e os homens se beneficiem de forma igual e para evitar perpetuar a desigualdade. O objetivo final é o de alcançar a igualdade de gênero.

## Princípios

### Priorizar a igualdade de gênero
Transversalicação de gênero tenta, dentre outras coisas, identificar uma perspectiva igualdade de gênero entre todas as áreas da política. De acordo com Jacqui True, uma professora de política e relações internacionais, "cada política ou peça de legislação deve ser avaliada a partir da perspectiva de se aumenta ou diminui a desigualdade de gênero." Este conceito de igualdade de gênero não se limita a igualdade formal, mas também inclui a igualdade de fato, o que implica uma abordagem mais holística para  política de gênero de modo que ele toca as causas interligadas que criam uma relação desigual entre os sexos em todas as áreas da vida (trabalho, política, sexualidade, cultura e violência).
Lombardo observa que "deve haver evidências de que o objetivo [a igualdade [sexo]] e políticas de especial interesse para as mulheres (por exemplo, política social) têm sido priorizados na organização entre outros objetivos (em relação aos recursos humanos e financeiros, tipos de medidas, sistema de votação usado, etc)."

### Incorporando o gênero na política e tomada de decisões
Deveria haver referências a questões de gênero em todas as áreas do política. "Deve haver evidência de que a agenda política principal tenha sido reorientada, repensar e reorganizar fins políticos e de mídia a partir de uma perspectiva de gênero", diz Lombardo, referindo-se a Rounaq Jahan, uma cientista política, líder feminista e autora. Deacordo com a Plataforma de Ação de Pequim: "A igualdade de participação das mulheres na vida política desempenha um papel fundamental no processo geral do avanço das mulheres."
Além disso, de acordo com a Plataforma de Ação de Pequim: "Sem a participação ativa das mulheres e a incorporação de perspectivas das mulheres em todos os níveis de tomada de decisão, os objetivos de igualdade, desenvolvimento e paz não pode ser alcançado.." Assim, Lombardo diz que as mulheres e os homens devem ser igualmente representados em qualquer instituição a tomar decisiones.

### Mudanças na cultura institucional
A transversalização do gênero pode ser visto como um processo de mudança organizacional.  Deve ser institucionalizado através de passos concretos, mecanismos e processos em todas as partes de uma organização. De acuerdo con Lombardo, este cambio envuelve 3 aspectos: procesos políticos, mecanismos políticos; y actores políticos. Ella lo explica así:
"1. Uma mudança no processo político significa que o processo "é reorganizado de modo que os atores comuns sabem como incorporar a perspectiva de gênero" ou experiência de gênero estão incluídos "como uma exigência normal para as decisões políticas" (Conselho Europeio 1998, 165).
2. A mudança no mecanismo político envolve: (a) a adoção de cooperação horizontal em questão de Gênero para todas as políticas de áreas, níveis e departamentos; e (b) a utilização de instrumentos e técnicas de políticas adequadas para integrar gênero em todas as políticas e monitorar e avaliar todas as políticas numa perspectiva de gênero.
3. A gama de atores políticos envolvidos no processo de Formulação de Políticas aumenta para incluir, além de políticos e funcionários públicos, especialistas em gênero e da sociedade civil. "

## Exemplos
Segundo Jacqui True, "transversalização foi estabelecida como uma estratégia global para alcançar igualdade de gênero, e por sua vez alcançar o desenvolvimento econômico sustentável na Plataforma de Ação de Beijing, o qual foi ratificado por todos Estados-Membros das Nações Unidas. Agora, desenvolver a transversalização do gênero é responsabilidade dos Estados e organizações nacionais. Assim, a transversalização ganhou largura entre governos e órgãos supra estaduais". Lo que sigue a continuación es una lista no exhaustiva de ejemplos de estas asignaciones.

### Nicaragua
A eleição de 1990, em Nicarágua trouxe para o escritório a primeira mulher presidente das Américas. Em 25 de abril de 1990, Violeta Chamorro foi nomeada a primeira e única mulher a bater um oponente masculino para Presidente. Isso ajudou a mudar e mobilizar transversalização de gênero na estrutura da Nicarágua. Em 1993, a Sandinista ultrapassada organização para mulheres, o Instituto Nicaragüense de Pesquisa sobre Mulheres foi revitalizada e renomeada pelo governo Chamorro e do Instituto Nicaragüense de Mulheres (INIM). Este foi para incentivar a participação das mulheres nicaragüenses no desenvolvimento econômico, social, cultural e política, e promover uma mudança nas principais construções de gênero.Concretamente, o INIM persegue em todos os setores institucionalizar um sistema de indicadores que visam gênero em todos os setores e alcançar a igualdade de oportunidades de gênero em todos os programas estaduais. Em 1994,  o INIM, com 62 grupos de mulheres, fez debates para mobilizar esforços e criar um projeto de lei. As discussões formaram um plano, que definiram o patriarcado, sexismo e estereótipos de gênero para reduzir a desigualdade na educação, emprego e violência. 
Embora o Instituto Nicaragüense para mulheres tenha declarado "ser instrumental em conduzir aos princípios da igualdade de gênero e estratégias no domínio da agricultura, desenvolvimento econômico, educação secundária e prevenção da violência sexual e [[doméstica] violência], "a Assembléia Geral das Nações Unidas sobre a eliminação da discriminação contra as mulheres em 2007 levantou algumas preocupações, como a reserva para realizar uma legislação importante para as mulheres no país,a falta de estudos sobre aborto, e os fundos disponíveis do instituto.

### Taiwan
Sob a influência da comunidade das Nações Unidas, o uso do termo aumentou em Taiwan desde 2000. Organizações feministas locais têm diferentes pontos de vista sobre a tansversalização do gênero. Alguns grupos sentiram que a comissão da promoção dos direitos das mulheres sob o Yuan Executivo deve ser expandida, enquanto outros grupos, incluindo a  Aliança Nacional Associações de mulheres de Taiwan, considerou que a transversalização do gênero não é apenas promover os direitos das mulheres, mas consiste numa avaliação de todas as políticas e requer uma organização específica.
A  (FWRPD) tem pesquisado sobre a transversalização de gênero e desigualdade de gênero, kits de formação produzidos para a educação gênero, juntado grupos de mulheres e empresários, participado de intercâmbios internacionais na  ONU e reuniões sobre gênero APEC. 

### Viena, Austria
Predefinição:Refimprove section
No final de 2006, o conselho da cidade de Viena, a capital da Áustria, ordenou algumas medidas de transversalização de gênero para infra-estruturas públicas e áreas, tais como Pictogramas mostrando uma figura de um homem segurando uma criança em seus braços para avisar os passageiros metro para fornecer os pais com cadeira de criança.  As saídas de emergência também foram marcadas com um sinal quadrado mostrando uma mulher com cabelos longos em execução em suas botas de salto alto.
Um jardim de infância piloto agora usa um sistema flexível de área de jogo aberto em vez de ter "àreas separadas para brincar" com carros e LEGO para meninos e bonecas e fogão para as meninas. 
Em alguns jardins de infância piloto, contos de fadas tradicionais foram rescritos, e foi criado um livro de canções falando de mulheres ativas.
Mudanças na infra-estrutura tem incluído áreas de lazer unisex para os parques da cidade que favorecem que os meninos e meninas se reúnam, e redesenhado as luzes da cidade para fazer os parques e passeios mais seguros para pessoas que saem a correr pela noite.

### Operações de manutenção da paz da ONU
A  Organização das Nações Unidas começou a reconhecer a importância da transversalização da dimensão de gênero como um instrumento para alcançar igualdade de gênero a meados dos anos noventa, como mostrado pela Plataforma de Ação de Pequim e o relatório do Secretariado Geral para o Conselho Económico e social. ref>United Nations, Fourth World Conference on Women. «Beijing Declaration and Platform for Action» (PDF). Consultado em 26 de setembro de 2013</ref>
Em outubro de 2000, a  Conselho de Segurança das Nações Unidas aprovou a Resolução 1325, uma resolução pedindo a participação feminina na resolução prevenção, gestão e conflitos.
 A manutenção da paz era uma área de particular interesse, eo Conselho de Segurança reconheceu "a necessidade urgente de transversalizar a perspectiva de gênero nas operações de manutenção da paz." O Conselho solicitou que "o Secretário-Geral, quando apropriado, incluisse em seu relatório ao Conselho de Segurança, o progresso na transversalização do gênero em todas as missões de paz e todos os outros aspectos relativos às mulheres e meninas" Como resultado, tem havido um aumento de pessoal  femenino nas forças de paz. Em 2012, nas operações de manutenção da paz e missões políticas especiais, 29 por cento dos organismos internacionais e 17 por cento dos organismos nacionais eram mulheres. Se compararmos estes números com uma representação de 48% das mulheres na sede das Nações Unidas, a participação das mulheres nas operações de paz da ONU ainda enfrenta desafios

### União Europeia
A política de igualdade da União Europeia consiste em três pilares: (1) Anti-discriminação, (2) políticas de ação afirmativa, e (3) Igualdade de Gênero.:28
Na década de noventa, a União Europeia colocou oficialmente a transversalização em sua agenda", fixando o princípio em programas e comunicações de ação, e preparando órgãos e mecanismos institucionais para promover a transversalização de gênero na formulação de políticas." Mais especificamente, a transversalização de gênero foi introduzida em 1991 na Comunidade Europeia como um elemento do terceiro programa de ação sobre a igualdade de oportunidades.  Atualmente, a base jurídica para a transversalização do gênero na Europa é o artigo 8 do Tratado sobre o Funcionamento da União Europeia (TFUE). Este artigo afirma que "em todas as suas atividades, a União deve procurar eliminar as desigualdades e promover a igualdade entre homens e mulheres."
A continuação, segue uma revisão não exaustiva de iniciativas governamentais em curso dirigidas ao gênero na União Europeia que promovem a transversalização de gênero.
Por exemplo, desde 1997, a transversalização do gênero tem sido parte da Estratégia Europeia de Emprego, um conceito lançado pelo Conselho Europeu. A Estratégia Europeia de Emprego exige que os governos adotem uma abordagem que se encaixa com o conceito de transversalização do gênero, ao decidir sobre as políticas de emprego. Alguns exemplos concretos são: atos de igualdade de oportunidades que requerem transversalização (Ex. Na França, as instituições sociais devem promover igualdade de gênero através de acordos coletivos); a transversalização ou avaliações nos ministérios ou áreas de serviços públicos (por exemplo, na Finlândia e na Suécia.); e avaliações de gênero de todas as novas peças de legislação.  De acordo com Jill Rubery, professor de sistemas de emprego comparativo na Manchester School of Management, até agora, "a experiência tem sido mista: embora o argumento de que o aumento do emprego das mulheres é fundamental para alcançar as aspirações de uma taxa de emprego superior na Europa tem sido amplamente aceito, há um compromisso fraco e frágil para melhorar a qualidade do trabalho disponível para as mulheres.
"
Um segundo exemplo são as redes internacionais de trabalho das mulheres . Como tal, podemos citar o Lobby Europeio da Mulher(LEM) como uma organização importante para as mulheres a nível da UE, que foi criado em 1990. Cerca de 2.500 ONGs de 30 países europeus fazem parte do LEM :51 O LEM promove "a coordenação de grupos cívicos das mulheres em cenas da UE.:51 O LEM fez pressão para aumentar o envolvimento das organizações de mulheres no processo de sexo governança. :51 Além disso, o LEM tem pressionado por uma "estratégia da UE para promover, implementar e facilitar a sociedade civil e, especificamente, de entrada organizações das mulheres no debate europeu como uma parte essencial do modelo social europeu." Outra organização importante é Mulheres no Desenvolvimento de Europa (WIDE). Esta rede, criada em 1985, é composta por ONGs, organizações de mulheres, especialistas em gênero e ativistas em desenvolvimento. WIDE monitora práticas econômicas e políticas, e práticas de desenvolvimento:52 e está envolvida em muitos estágios das atividades legislativas como fonte de conhecimento.:52
Outra ator na governança de gênero é o Instituto Europeu para igualdade de gênero (EIGE), criado em Maio de 2007. O EIGE está mandatado para "proporcionar conhecimentos e aumentar a visibilidade da igualdade entre homens e mulheres ". :53 Obviamente, existem muitas iniciativas da UE, para citar alguns: O Comité Consultivo para a Igualdade de Oportunidades entre Mulheres e Homens ,:57 Grupo de Alto Nível sobre Transversalização do Gênero,:58 Inter-Service Group on Gender Equality, Grupo "Interserviços" na igualdade de gênero grupo, :61 Painel informal sobre a igualdade de gênero na Cooperação para o Desenvolvimento,:61 Mujeres en Europa por Nuestro Futuro Común.

## Críticas

### Resultados inefetivos
Maria Stratigaki, professora assistente no Departamento de Política Social Universidade Panteion, declara que o efeito transformador da transversalização do gênero foi mínima e que a sua aplicação tem levado a resultados conflitantes. Embora abriram-se oportunidades significativas em novas áreas políticas, diliuiram-se ações positivas. Ela também afirma que, pelo menos em 2003, a transversalização de gênero não foi capaz de afetar áreas centrais da política ou transformar radicalmente os processos dentro das instituições europeias.
Alguns dizem que a transversalização de gênero não aumentou a participação das mulheres na tomada de decisões. Como observa Charlesworth, "a área mais facilmente mensurável, o emprego das mulheres nas  Nações Unidas, em posições profissionais de responsabilidade, o progresso tem sido glacial em 2004, havia 37,4 por cento de mulheres nessas posições. O crescimento anual em direção ao alvo de um 50% [...], foi prevista para 0,4 por cento. No topo deste crescimento lento, existe considerável hierarquia baseada no gênero. Em 30 de junho de 2004, as mulheres ocupavam 83,3 por cento dos cargos em níveis mais baixos, P-1, mas apenas 16,7 por cento dos mais altos níveis, menores que secretário-geral. Em um tema semelhante, em relação à União Europeia, Lombardo relata que em 2003 as mulheres representavam 20 por cento dos representantes do chefe de Estado ou de governo dos Estados membros, 10 por cento dos representantes dos parlamentos nacionais, 31,25 por cento dos representantes do Parlamento Europeu, e assim por diante.
True declara que a trnsversalização do gênero não termina simplesmente com aumentar o número de mulheres em uma instituição específica. Mas sobre a mudança da consciência social, de modo que os efeitos da política para as mulheres e os homens são realmente analisados antes de serem implementadas. Embora para a feminista é necessário interagir com instituições-chave, a capacidade da transversalização do gênero para desconstruir a masculinização intrínseca das instituições varia de acordo com as características da política, da natureza política da instituição e a profundidade da consulta instituição com a sociedade civil e outros membros do movimento dos direitos das mulheres.  O perigo de transversalização do gênero é que grandes compromissos podem ser feitos para conseguir pequenas melhorias e pode levar ao que a feminista e socióloga Professora Carol Dines chama as "feminismo de gotejamento",  trabalhando para aumentar as mulheres em posições trabalho elite sem uma estratégia para posterior mudança económica e social representa um feminismo de gotejamento." 

### Pobre implementacão
Charlesworth salienta que "embora não tenha sido difícil para incentivar a adoção de um vocabulário de transversalização, parece que falta monitoramento ou acompanhamento. Um problema recorrente para todas as organizações que adotaram a transversalização do gênero foi no passo do compromisso para a ação." Ela continua: "A revisão da política de transversalização do gênero implementado no âmbito do  Nações Unidas, o Banco Mundial e a OIT encontraram um orçamento inadequado para as componentes de gênero dos projetos, desenvolvimento insuficiente de capacidades analíticas, de supervisão inadequada de componentes de implementação e de gênero, e uma falta geral de compromisso político, tanto dentro da organização e do país."

### Obstaculizando o progresso
Stratigaki afirma que as ações positivas foram arquivadas após o lançamento da transversalização do gênero como resultado da maneira específica em que a transversalização do gênero foi usada pelos opositores da igualdade de gênero. De acordo com Stratigaki, "quase todas as análises de [transversalização de gênero] concordam que é uma estratégia que complementa, mas não substitui outras políticas de igualdade anteriores, como a legislação para o igual tratamento e a ação positiva. "No entanto, ela também diz que "em uma política de ambiente hostil" (ou seja, estruturas patriarcais de organizações internacionais ou a prevalência de políticas contrárias ao objetivo igualdade de gênero, etc. A [transversalização de gênero] podem ser concebida e aplicada como uma alternativa à ação positiva e usada para retardar o objetivo final de igualdade de gênero. 
True tem a visão de que, na prática, as tentativas de transversalizar o gênero nas instituições internacionais têm levado a um aumento da marginalização e da invisibilidade do gênero em cada área política. Anne-Marie Goetz, professor clínico no NYU, e Joanne Sandler, uma consultora de [igualdade de gênero] e desenvolvimento organizacional dizem que, ironicamente, ha um risco da transversalização do gênero de se tornar responsabilidade de todos e de ninguém, ao mesmo tempo. A transversalização do gênero pode permitir adotar a linguagem dos direitos das mulheres para aqueles no poder que não estão realmente interessados. Este é um reflexo de como o poder político transforma a transversalização do gênero em um instrumento para legitimar as ações dos governos. A transversalização do gênero é então transformado em algo para assessorar o governo em vez de avançar para igualdade de gênero .:78

### Outras críticas
Ao silenciar as diferenças, o tipo de feminismo que provavelmente vai ser transversalizado é um feminismo ocidental, de classe branca ou média. Quando a transversalização de gênero é feita pelas elites, esta pode minar a entrada de grupos de mulheres locais.:72
Quando as políticas de transversalização de gênero são projetados sem consultar seções do movimento das mulheres (por ex. Grupos sociais dos direitos das mulheres), eles podem não ter experiência de base. As decisões políticas relacionadas com o gênero que são feitas sem consultar setores do movimento de mulheres não demonstram pretensões políticas claras para resolver a desigualdade de gênero. Quando as instituições atingem o movimento dos direitos das mulheres, eles demonstram a transparência, inclusão, responsabilidade e implementação, é são mais propensos a ser monitorados de forma diligente. Por exemplo, os Objetivos de Desenvolvimento do Milénio (ODM) foram uma tentativa de transversalização do gênero no desenvolvimento com uma consulta mínima a grupos de mulheres. Os ODM levaram a uma quantidade considerável de discurso teórico sobre as metas, mas menos análise de como elas serão implementadas:78

## Ligaçoes externas
- WomenWatch, the United Nations Internet Gateway on Gender Equality and Empowerment of Women
- Women's Empowerment, the United Nations Development Programme's gateway on women's empowerment and gender equality
- Active work for Gender Equality[ligação inativa], SALAR's booklet "Active work for Gender Equality – a challenge for municipalities and county councils"
- EIGE, the European Institute for Gender Equality official website
- The European Community of Practice on Gender Mainstreaming, The European Commission's learning network on Gender Mainstreaming within the European Social Fund (ESF)"
- Guia de pesquisa sobre Agenda Regional de Gênero